# I Liceum Ogólnokształcące im. Stefana Żeromskiego w Kielcach
I Liceum Ogólnokształcące im. Stefana Żeromskiego w Kielcach – liceum ogólnokształcące w Kielcach, założone w 1727; od 1934 nosi imię swego wychowanka Stefana Żeromskiego.

## Historia
Najstarsza kielecka placówka oświatowa, utworzona w 1727 r. przez biskupa krakowskiego Konstantego Felicjana Szaniawskiego, będącego wówczas właścicielem miasta. Duchowny powierzył prowadzenie szkoły mało znanym księżom z instytutu „Communis Vitae”, których potocznie określano mianem komunistów albo bartoszków (od imienia założyciela instytutu ks. Bartłomieja Holzhausera).
Od 1919 r. szkoła nosiła nazwę Publiczne Gimnazjum im. Mikołaja Reja. Imię Stefana Żeromskiego otrzymała w 1934 r., na wniosek uczniów oraz nauczycieli. 
Zarządzeniem Ministra Wyznań Religijnych i Oświecenia Publicznego z 1937 zostało utworzone Państwowe Liceum i Gimnazjum im. Stefana Żeromskiego (państwową szkołą średnią ogólnokształcącą, złożoną z czteroletniego gimnazjum i dwuletniego liceum), po wejściu w życie tzw. reformy jędrzejewiczowskiej szkoła miała charakter męski, a wydział liceum ogólnokształcącego był prowadzony w typie humanistycznym. Pod koniec lat 30. szkoła funkcjonowała pod adresem ulicy Księdza Biskupa Władysława Bandurskiego 5.
Wraz z rozpoczęciem roku szkolnego 2024/2025 i obchodami 300-lecia istnienia szkoły, I LO otrzymało nowy sztandar, a w grudniu 2024 zostało odznaczone Odznaką Honorową Województwa Świętokrzyskiego.
Na określenie szkoły stosowany jest potocznie skrótowiec od nazwiska patrona, „Żerom”.

## Organizacje
W 1995 r. utworzono Stowarzyszenie Absolwentów I Liceum Ogólnokształcącego im. Stefana Żeromskiego „Żeromszczacy”.